# Kathy Kirby
Kathy Kirby (nacida bajo el nombre de Kathleen O'Rourke; Ilford, Essex, Inglaterra; 20 de octubre de 1938 – 19 de mayo de 2011; Londres, Reino Unido) fue una cantante británica. Considerada como "la mejor cantante de su generación" por su apariencia física se le comparó con la actriz y cantante Marilyn Monroe. Se la conoce por haber interpretado una conocida versión del tema «Secret Love» de Doris Day y, especialmente, por representar al Reino Unido en el Festival de la Canción de Eurovisión de 1965 quedando en el segundo lugar.
Durante los años 1960 alcanzó la cima de su popularidad. Posteriormente fue diagnosticada de esquizofrenia presentando un mal estado de salud física y mental durante gran parte de su vida.

## Biografía

### Primeros años (1938–56)
Kirby nació en Ilford, Essex. Era la mayor de tres hijos de padres irlandeses. Su madre Eileen fue quien la educó, ya que su padre abandonó la familia durante su infancia. Kirby creció en  Tomswood Hill, Barkingside, cerca de Ilford, asistiendo a la Ursuline Convent School, donde se unió a un coro escolar.

### Carrera musical (1956–83)
El talento vocal de Kirby se manifestó de forma temprana en su vida, habiendo tomado clases de canto con el fin de convertirse en una cantante de ópera. Su profesionalidad se formó tras unirse al director de orquesta Bert Ambrose en el Palacio de Ilford en 1956. Contribuyó con la banda de Ambrose durante tres años, tiempo en que Ambrose se convierte en su mánager, mentor y amante hasta su muerte en un escenario de Leeds en 1971.
Adoptó el aspecto de ser una "bomba rubia" comparándose con Marilyn Monroe. Obtuvo cinco éxitos que entraron en el Top 40 del Reino Unido: «Dance On» (1963), «Secret Love» (1963), «Let Me Go Lover» (1964), «You're The One» (1964) y «I Belong» (1965). A pesar de sus numerosas apariciones por televisión o del reconocimiento popular obtenido en encuestas como la que en 1963 la nombró "Mejor Cantante Británica Femenina" según la revista New Musical Express su fama fue decayendo. 
En 1967 cambió de sello discográfico, de Decca Records a Columbia Records, pero ninguno de los sencillos, álbumes o EP publicados con posterioridad hasta 1973 reprodujeron el éxito previo. Su último single, una canción titulada «He» compuesta por Charles Aznavour y Herbert Kretzmer, se publicó en 1981.
| Predecesor: Matt Monro con I love the little Things | Reino Unido en el Festival de Eurovisión 1965 | Sucesor: Kenneth McKellar con A Man without Love |